# Пьен (язык)
Пьен — лолойский язык, распространённый в двух деревнях волости Монйан (район Чёнгтун штата Шан, Мьянма). Число носителей около 600 человек (2013). Близок к языкам бису, мпи и пхуной. Диалектное членение не выявлено.

## Письменность
Разработана письменность на основе латинского алфавита.
Алфавит: K k, Hk hk, G g, Ng ng, C c, Ch ch, Ny ny, Sh sh, Y y, T t, Ht ht, D d, N n, L l, P p, Hp hp, B b, M m, H h, V v, S s, J j, Ts ts, Bl bl, Kl kl, Kv kv, Py py, Hpy hpy, By by, My my, Ky ky, Hky hky, Hkl hkl, A a, E e, I i, O o, U u, Ai ai, Ao ao, Aw aw, Eh eh, Eu eu, Ui ui, Oe oe, Eo eo. Тона обозначаются знаками ˊ и ˎ после слога.